# Volksliedstrophe
Volkslieder zeichnen sich durch formale Schlichtheit aus. Ihr Versmaß ist nicht auf ein bestimmtes Schema festgelegt. Im Deutschen besteht die typische Volkslied-Strophe aber meist aus vier, manchmal auch aus sechs Versen, die immer gereimt und mit drei oder vier Hebungen recht kurz sind.
Die laut dem Literaturwissenschaftler Horst Joachim Frank häufigste deutsche Strophenform sind zwei Reimpaare, die aus vier Jamben bestehen, mit männlicher Kadenz:
Vom Hímmel hóch, da kómm ich hér.

Ich bríng euch gúte, néue Mä́r.

Der gúten Mä́r bring ích so víel,

davón ich sínǵn und ságen wíll.
Diese Form geht zurück auf eine alte, lateinische Hymnenstrophe, wie zum Beispiel O lux beata, trinitas / et principalis unitas, / iam sol recedit igneus, / infunde lumen cordibus aus dem 5. Jahrhundert. Durch Übersetzung solcher lateinischer Hymnen wurde dieser Vierzeiler zum Vorbild deutscher Kirchenlieder. 
Für die weltliche Lyrik hingegen wesentlich bedeutender ist die im Deutschen zweithäufigste Strophenform – ein Vierzeiler aus drei Jamben mit wechselnd weiblicher und männlicher Kadenz und unterbrochenem Reim [xaxa] oder Kreuzreim [abab]:
Am Brúnnen vór dem Tóre,

da stéht ein Líndenbáum.

Ich trä́umt’ in séinem Schátten

so mánchen sǘßen Tráum.
Historisch lässt sich diese Volkslied-Strophe als Hälfte des achtzeiligen Hildebrandstons ableiten, einem zweigeteilten Langvers der mittelalterlichen Heldenepik, ähnlich dem Alexandriner in der französischen Literatur. Beispiel aus dem deutschen Nibelungenlied:
Die hérren wáren míltè / von árde hóch erbórn,

mit kráft unmázen kǘene / die récken úz erkórn.
Dieser Herkunft folgend, erscheint die deutsche Volkslied-Strophe zunächst vor allem in Volksballaden wie dem Tannhauserlied. Als noch junger Dichter wählte dann zum Beispiel Johann Wolfgang von Goethe – in der Nachfolge von Johann Gottfried Herders Volksliedern – diese Strophenform für seine berühmte Ballade Der König in Thule (1774).
Noch stärker verbreitet hat sich die Volkslied-Strophe in der deutschen Romantik zum Beispiel bei Novalis, Eichendorff oder bei Clemens Brentanos Sammlung von Volksliedern Des Knaben Wunderhorn. Wohl am populärsten wurde sie in volkstümlichen Wander- und Reiseliedern Wilhelm Müllers und vor allem, mit ironischem Unterton, in der lyrischen Dichtung Heinrich Heines.